# Бойсе (река)
Бо́йсе (англ. Boise River) — река на западе центральной части штата Айдахо, США. Правый приток реки Снейк. Длина составляет около 150 км, площадь бассейна — 10 619 км².
Берёт начало в районе горного хребта Сотут, в виде трёх верховий. Верховье Норт-Форк имеет длину 80 км и начинается примерно в 100 км к северо-востоку от города Бойсе. Течёт в юго-западном направлении через горную местность на территории национального леса Бойсе. Мидл-Форк составляет около 84 км в длину и берёт начало в 19 км от реки Норт-Форк, на северо-востоке округа Элмор. Течёт также в юго-западном направлении, протекает через город Атланта и соединяется с рекой Норт-Форк, формируя реку Бойсе, примерно в 24 км к юго-востоку от города Айдахо-Сити. Река Бойсе продолжает течь на юго-запад и впадает в водохранилище Арроурок. Здесь река принимает крупный приток Саут-Форк, длина которого 163 км.
После прохождения водохранилища река течёт преимущественно в западном и северо-западном направлениях. Впадает в реку Снейк на границе штатов Айдахо и Орегон, к западу от города Парма и в 5 км к югу от города Нисса. Высота устья — 666 м над уровнем моря.